# Aegialomys galapagoensis
Aegialomys galapagoensis is een zoogdier uit de familie van de Cricetidae. De wetenschappelijke naam van de soort werd voor het eerst geldig gepubliceerd door Waterhouse in 1839.